# Вучји чопор (ТВ серија)
Вучји чопор (енгл. Wolf Pack) америчка је телевизијска серија коју је створио Џеф Дејвис за Paramount+. Темељи се на истоименом роману из 2004. године. Премијера је приказана 26. јануара 2023. године.

## Улоге
- Сара Мишел Гелар као Кристин Ремзи
- Родриго Санторо као Гарет Бригс
- Армани Џексон као Еверет Ланг
- Бела Шепард као Блејк Наваро
- Клои Роуз Робертсон као Луна Бригс
- Тајлер Лоренс Греј као Харлан Бригс

## Епизоде
| Бр. еп. | Наслов | Редитељ       | Сценариста | Премијера        |
| ------- | ------ | ------------- | ---------- | ---------------- |
| 1       |        | Џејсон Енслер | Џеф Дејвис | 26. јануар 2023. |